# Borbély László (újságíró, 1922–1985)
Borbély László (Budapest, 1922. december 29. – München, 1985. szeptember 14.) magyar újságíró, Borbély Andor fia.

## Élete
Érettségi után újságíró lett a kolozsvári Ellenzéknél és az Esti Lapoknál, eközben a Sajtófőiskolán és a kolozsvári egyetemen tanult a közgazdasági szakon. 1942 és 1944 között a Budapesten az Esti Újság munkatársa volt. 1944-ben ellenállási tevékenységet fejtett ki. 1945-ben a Szabadság című napilapot szerkesztette rövid ideig, ezután alkalmi munkákból élt. A nyugati sajtónak írt riportjai miatt 1950 áprilisában népbíróság elé került, ahol halálos ítéletet mondtak ki, azonban ezt 1951 júniusában életfogytiglani kényszermunkára változtatták meg. 1956 júliusában amnesztiával szabadult és sportfényképész volt a forradalomig. 1956 novemberében elhagyta az országot. 1958-tól Münchenben élt haláláig.
Kőbányai Péter néven a Szabad Európa Rádió (SZER) munkatársa is volt. Halálraítélt! Gyakran ellenőrizendő című művében rabsága történetét mondja el (Róma, 1958; németül: Köln, 1960).